# Hassel Island
Hassel Island (parfois orthographiée Hassell Island) est une petite île des îles Vierges américaines, un territoire des États-Unis situé dans la mer des Caraïbes. Hassel Island se trouve en face du port de Charlotte Amalie (la capitale des îles Vierges) et juste au sud de l'île Saint-Thomas et à l'est de Water Island.
L'île a une superficie d'approximativement 550 000 m2 et fut autrefois une péninsule de l'île Saint-Thomas connue sous le nom d'Orkanhullet. Elle est séparée par le gouvernement danois en 1860 et nommée d'après le nom de la famille Hassel qui possède à l'époque la majorité des terres de la nouvelle île.

## Histoire

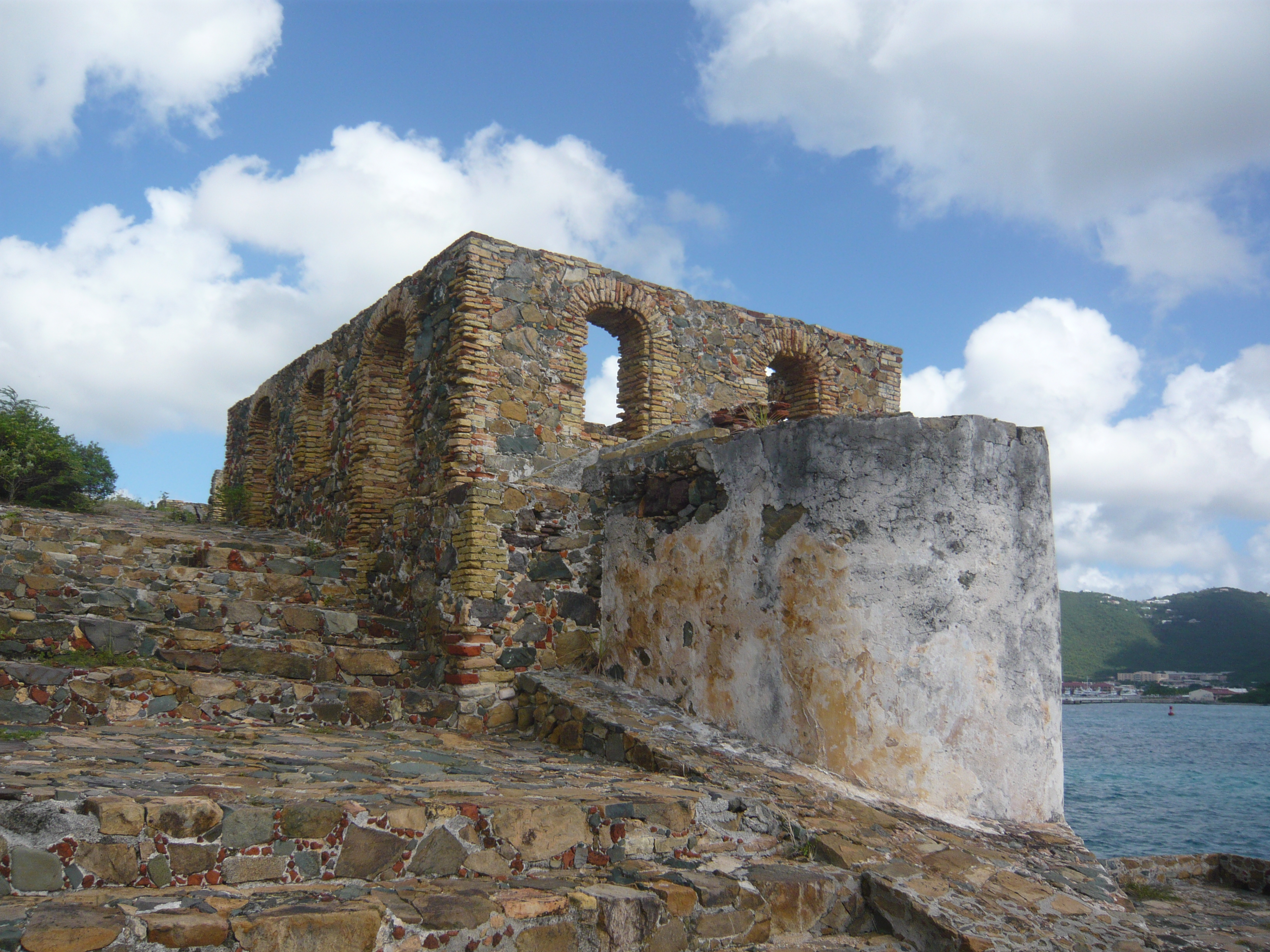
Fort Willoughby

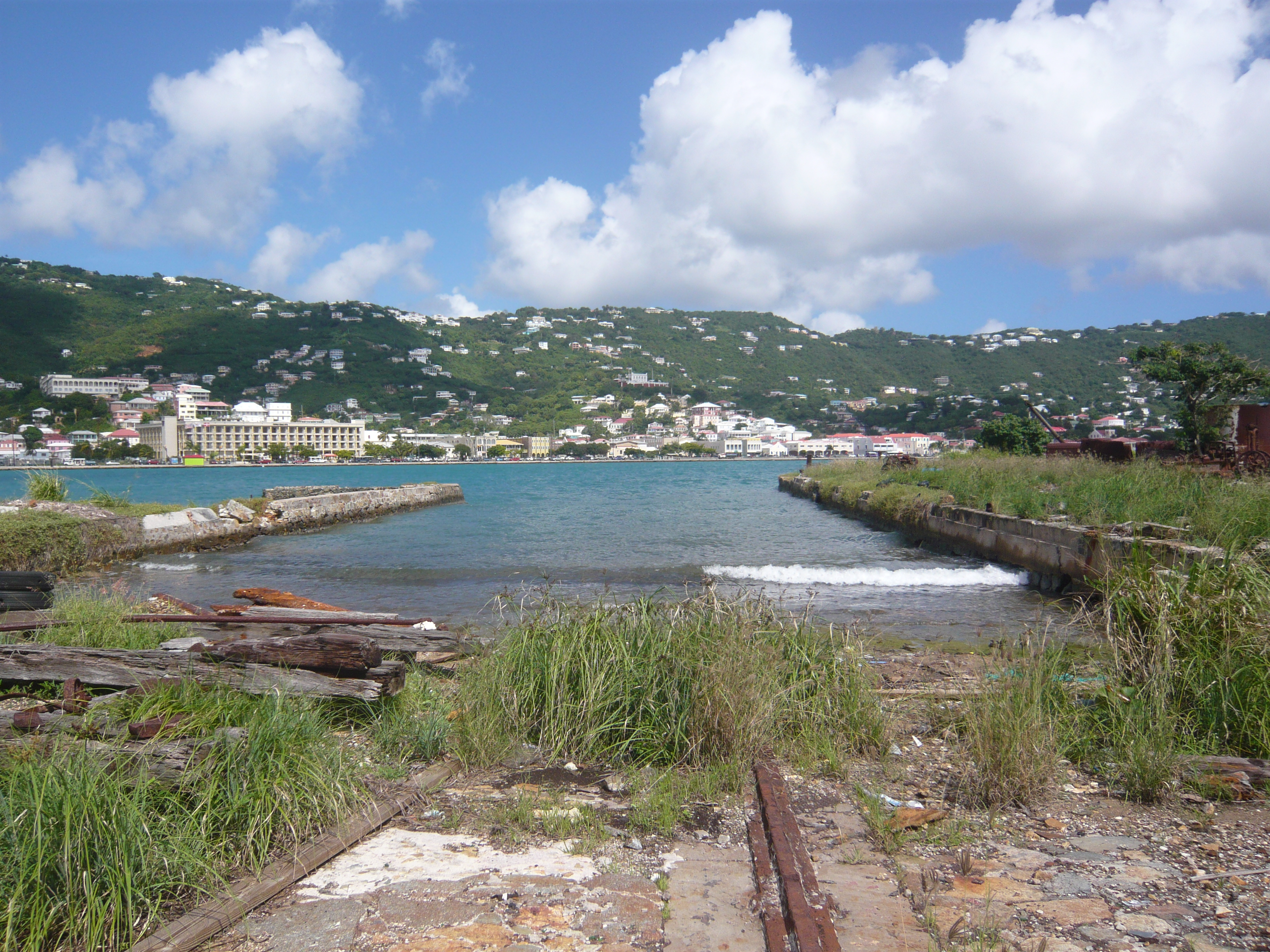
Creque Marine Railway

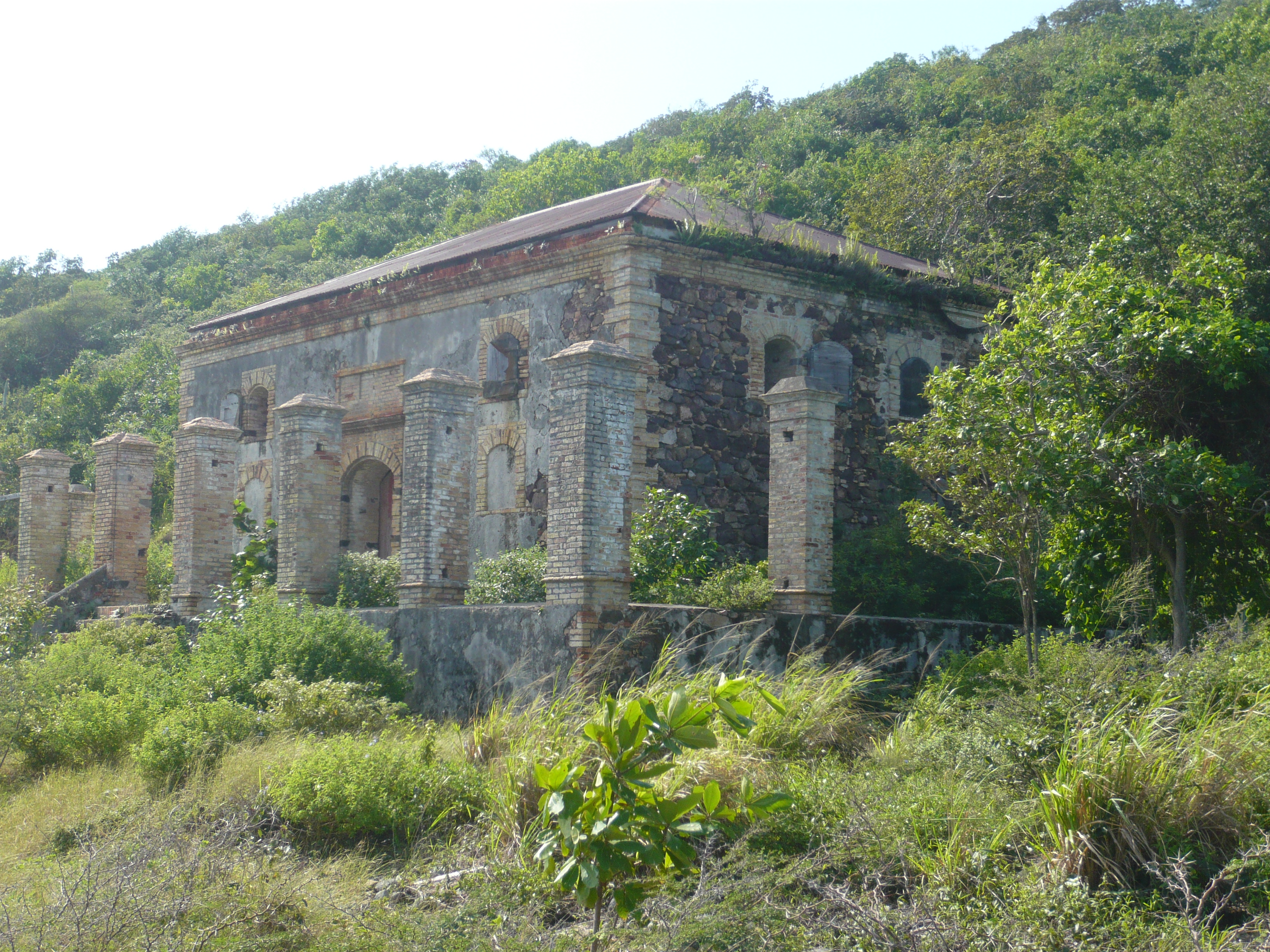
Siège de la garnison de Fort Willoughby.

Careening Cove, une baie de l'île est mentionnée sur une carte dès 1687
Les Danois utilisent Hassel Island (à l'époque encore reliée à l'île Saint-Thomas) comme un emplacement stratégique pour la défense de l'important port de Charlotte Amalie aux XVIIIe et XIXe siècles.
Les Britanniques occupent l'île durant les guerres napoléoniennes et les ruines des bâtiments anglais subsistent sur Hassel Island. Parmi ces bâtiments figurent le fort Willoughby qui fut construit sur le site de l'ancienne batterie du prince Frédéric (ou fort Frédéric), le fort Shipley et la batterie Cowell. Toutes ses fortifications sont construites aux alentours de l'année 1802.
Dans les années 1840, la St. Thomas Marine Railway Company construit le ber roulant de Saint Thomas (St. Thomas Marine Railway Slip). Il est ensuite renommé en Creque Marine Railway et fut l'un des premiers bers roulants (chemin de fer à crémaillères servant à hisser les navires hors de l'eau) fonctionnant à la vapeur de l'hémisphère occidental et peut-être le plus ancien encore existant. Cet engin est construit par la compagnie Boulton basée à Hambourg.
Dans les années 1860, la construction d'un canal par les Danois pour améliorer la circulation des navires dans le port de Charlotte Amalie sépare l'île du reste de Saint-Thomas. 
De 1850 à 1870, Hassel Island devient un nœud important du trafic caribéen de la Royal Mail Steam Packet Company et en 1871, la Hamburg America Line établit un poste de réapprovisionnement en charbon sur l'île. Enfin, Hassel Island est aussi le lieu de construction d'une léproserie. 
En 1916, tout comme le reste des Indes occidentales danoises, Hassel Island passe sous souveraineté américaine et en 1919, le corps du génie de l'armée américaine élargit le canal séparant Hassel Island de Saint-Thomas. La Marine américaine construit aussi une base navale sur l'île qui est opérationnelle durant les deux guerres mondiales.
Au milieu du XXe siècle, la majeure partie d'Hassel Island est détenue par les Paiewonsky, une importante famille locale. Le Royal Mail Inn, un petit hôtel situé sur l'île pourrait avoir été l'hôtel utilisé dans le roman d'Herman Wouk, Don't Stop the Carnival. Enfin, la deuxième moitié du XXe siècle voit l'arrêt progressif du fonctionnement du Creque Marine Railway dans les années 1960 et de la balise maritime de la batterie Cowell dans les années 1970.

## Aujourd'hui
Le district historique de Hassel Island est inscrit au Registre national des lieux historiques depuis le 19 juillet 1976.
En 1978, le Parc national des îles Vierges rachète la majeure partie de l'île à la famille Paiewonsky tandis que le reste de l'île est divisée entre des possessions du gouvernement fédéral et quelques résidences privées. Depuis l'année 2004, le Saint Thomas and Hassel Preservation Trust, le Parc national des Îles Vierges et plusieurs autres organisations veillent à la restauration et à la préservation des sites historiques de l'île. D'un point de vue touristique, Hassel Island fait l'objet de balades en kayak dans les eaux environnantes et de quelques randonnées.